# MarkAir
MarkAir era uma companhia aérea regional com sede em Anchorage, Alasca, que se tornou uma transportadora aérea nacional operando serviço de jato de passageiros nos Estados Unidos com um hub e sede corporativa localizada em Denver, Colorado. Após uma segunda falência em 1995, encerrou as operações em outubro e foi posteriormente liquidada.

## História
A companhia aérea iniciou suas operações como Interior Airways no final de 1946 transportando cargas por todo o território americano do Alasca. No final dos anos 1960, a companhia aérea comprou a aeronave Lockheed L-382 Hercules para a construção do Alaska Pipeline do Alasca. Em 1972, mudou seu nome para Alaska International Air para refletir seu negócio de fretamento internacional. Em 1980, a Alaska International Air comprou uma companhia aérea regional de passageiros e carga chamada Great Northern Airways. Em 1984, novas cores e o nome MarkAir (supostamente em homenagem a um jornaleiro chamado Mark) foram trazidos para a companhia aérea quando ela inaugurou o serviço de passageiros e carga de Anchorage para as comunidades de mato do Alasca de Barrow, Bethel, Dillingham, Fairbanks, King Salmon, Kotzebue, Nome, Prudhoe Bay e Deadhorse. A companhia aérea comprou aeronaves Boeing 737-200 Combi de carga e passageiros para operar esses voos.
Em meados da década de 1980, a MarkAir e a Alaska Airlines firmaram um codeshare com a MarkAir operando como Alaska Airlines para as comunidades de Dillingham, Dutch Harbor, Barrow, Aniak, St. Mary's. No final da década de 1980, a MarkAir comprou vários táxis aéreos (companhias aéreas operando pequenas aeronaves de seis a nove lugares de comunidades maiores, como Bethel às aldeias nativas do Alasca) e comprou várias aeronaves Beechcraft 1900; e sob o nome de MarkAir Express operou um novo serviço de Anchorage a Cordova, Aniak, McGrath, Dillingham, King Salmon, Galena, Unalakleet, Kodiak, Kenai, Homer e Valdez. Em 1990, a MarkAir era a maior companhia aérea do Estado do Alasca. 
Em 1990, a Alaska Airlines cancelou abruptamente seu acordo de codeshare com a MarkAir e a MarkAir inaugurou o serviço nos principais mercados da Alaska Airlines, como Anchorage-Seattle, Anchorage-Juneau-Sitka-Ketchikan-Seattle, Seattle-Los Angeles, Seattle-San Francisco e Seattle-Portland. Em 1992, a companhia aérea expandiu sua rede de 48 rotas para incluir Seattle-Chicago e de Midway e Denver. No entanto, a competição direta com a Alaska Airlines, embora tenha forçado grandes cortes com a última, após o prejuízo da Alaska Airlines de US $ 121 milhões, fez com que a MarkAir entrasse em falência no final de 1992. Em 1993, a MarkAir se reestruturou como uma transportadora de low-cost e cortou a maioria das rotas de Seattle, com exceção de Seattle-Anchorage e Seattle-Los Angeles. A companhia aérea estabeleceu um hub em Denver e atendeu várias cidades da costa, oeste, meio-oeste, costa leste e sul. Em 1994, autoridades municipais e comerciais de Denver, Colorado, esperavam persuadir a MarkAir a mudar sua sede para Denver.
Em 1995, diante da falência novamente, a companhia aérea cortou todos os serviços de jato dentro do estado do Alasca para se concentrar em seu hub de Denver, que era o novo local da nova sede da MarkAir. MarkAir Express (conhecido pelos habitantes locais e pela concorrência como "Skidmark") continuou seus serviços dentro do estado do Alasca, assumindo todas as rotas de jato da MarkAir. A MarkAir foi forçada a fechar em 1995 e a MarkAir Express foi reorganizada em 1996 na transportadora de carga Alaska Central Express.
Os assets da MarkAir foram adquiridos em processo da falência pela Wexford Capital Management, a maioria dos proprietários no controle da atual Republic Airways Holdings.

## Destinos
As informações de destinos da MarkAir a seguir foram obtidas do mapa de rota do cronograma do sistema de 2 de janeiro de 1995. A companhia aérea operava o jato Boeing 737 no Alasca e nos 48 estados dos Estados Unidos nesta época.

## Frota

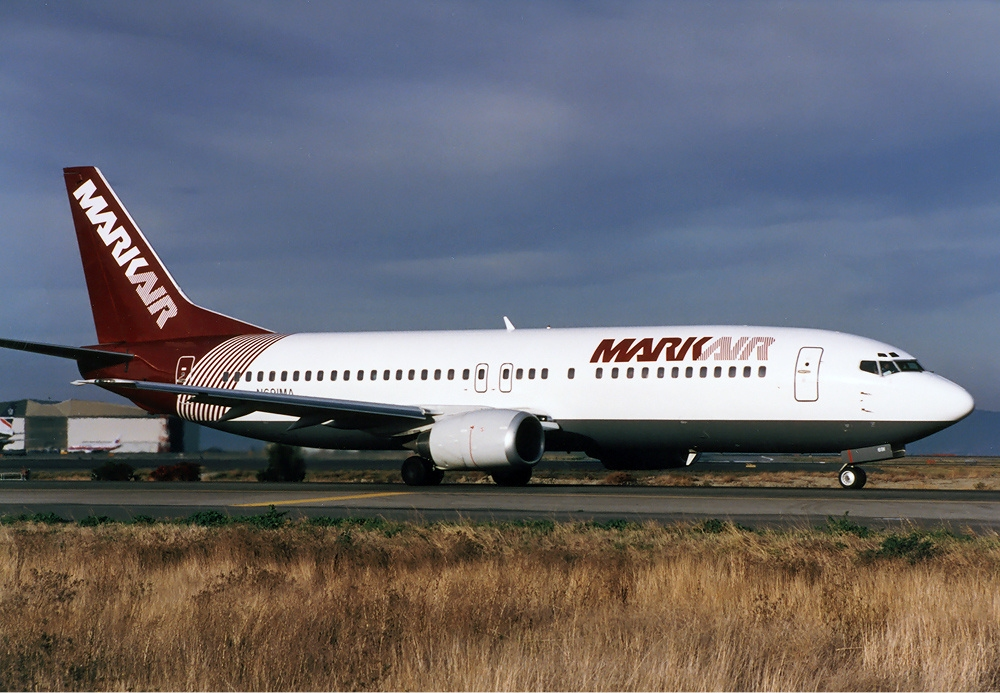
Um Boeing 737-400 da MarkAir em 1992

A frota da MarkAir consistiu nas seguintes aeronaves:
| Aeronaves                        | Total | Notas |
| -------------------------------- | ----- | ----- |
| Boeing 737-200                   | 16    |       |
| Boeing 737-300                   | 4     |       |
| Boeing 737-400                   | 7     |       |
| De Havilland Canada DHC-8 Dash 8 | 2     |       |
| Total                            | 29    |       |